# Acrolophus busckella
Acrolophus busckella är en fjärilsart som beskrevs av Hainbach 1915. Acrolophus busckella ingår i släktet Acrolophus och familjen Acrolophidae. Inga underarter finns listade i Catalogue of Life.